# 拉拉國家公園
29°30′40″N 82°03′02″E / 29.51111°N 82.05056°E

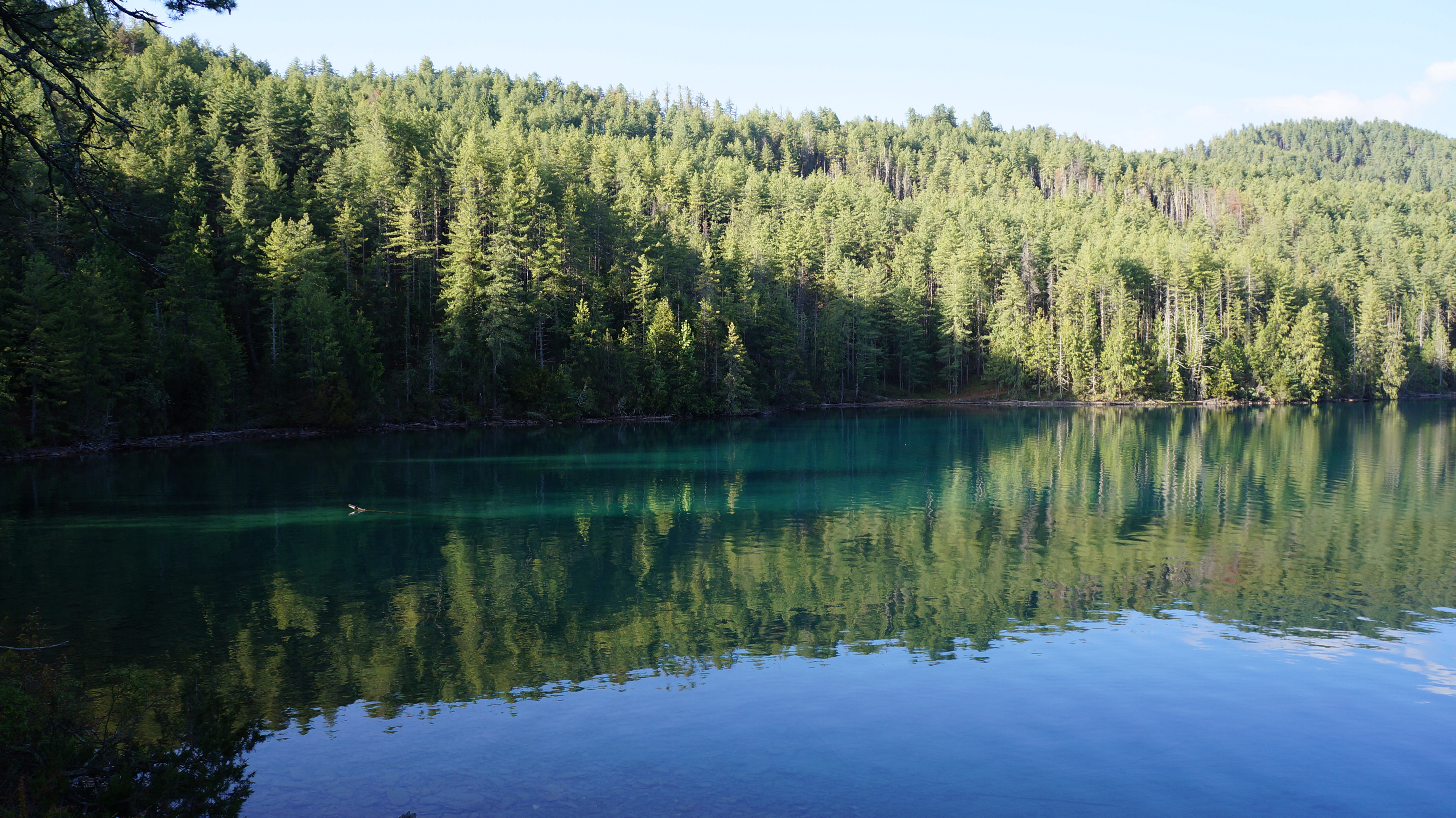

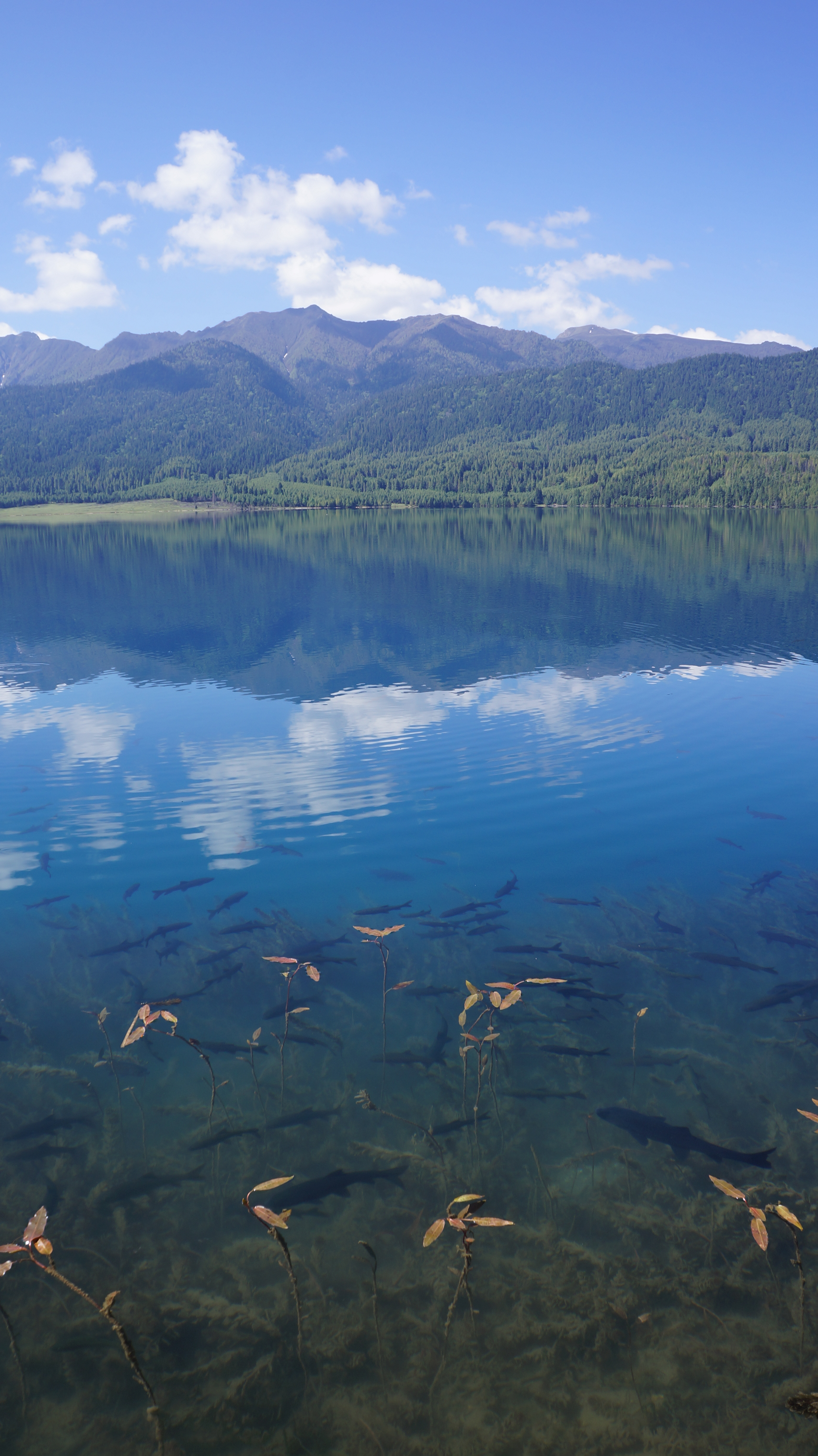

拉拉國家公園是尼泊爾的國家公園，位於該國西北部格爾納利省，成立於1976年，面積106平方公里，有241種鳥類、3種魚類、51種哺乳類動物棲息。